# لويس سالميرون
لويس سالميرون (بالإسبانية: Luis Salmerón)‏ هو لاعب كرة قدم أرجنتيني في مركز الهجوم، ولد في 18 مارس 1982 في قرطبة في الأرجنتين. لعب مع أتلتيكو مدريد وبانفيلد وتاليريس كوردوبا وتيغري وريال مدريد وشانغهاي غرينلاند شينهوا وفيرو كاريل أويستي ونادي برشلونة.

## وصلات خارجية
- لويس سالميرون على موقع إي إس بي إن إف سي (الإنجليزية)
- لويس سالميرون على موقع قاعدة بيانات كرة القدم.إي يو (الإنجليزية)
- لويس سالميرون على موقع Soccerway.com (الإنجليزية)